# Olympische Winterspiele 1994/Teilnehmer (Island)
| Gelbes Symbol für Goldmedaillen mit stilisierten Olympischen Ringen | Graues Symbol für Silbermedaillen mit stilisierten Olympischen Ringen | Braundes Symbol für Bronzemedaillen mit stilisierten Olympischen Ringen |
| ------------------------------------------------------------------- | --------------------------------------------------------------------- | ----------------------------------------------------------------------- |
| —                                                                   | —                                                                     | —                                                                       |

Island nahm an den Olympischen Winterspielen 1994 im norwegischen Lillehammer mit einer Delegation von fünf Athleten in zwei Disziplinen teil, davon vier Männer und eine Frau. Ein Medaillengewinn gelang keinem der Athleten.
Fahnenträgerin bei der Eröffnungsfeier war wie schon 1992 die Skirennläuferin Ásta Halldórsdóttir.

## Teilnehmer nach Sportarten

### Ski Alpin
| Athleten            | Wettbewerbe  | 1. Lauf     | 1. Lauf | 2. Lauf     | 2. Lauf | Gesamt      | Gesamt |
| Athleten            | Wettbewerbe  | Zeit        | Rang    | Zeit        | Rang    | Zeit        | Rang   |
| ------------------- | ------------ | ----------- | ------- | ----------- | ------- | ----------- | ------ |
| Frauen              |              |             |         |             |         |             |        |
| Ásta Halldórsdóttir | Riesenslalom | 1:28,02 min | 34      | 1:16,18 min | 23      | 2:44,20 min | 23     |
| Ásta Halldórsdóttir | Slalom       | 1:01,86 min | 23      | 59,69 s     | 21      | 2:01,55 min | 20     |
| Ásta Halldórsdóttir | Super-G      | —           | —       | —           | —       | DNF         | DNF    |
| Männer              |              |             |         |             |         |             |        |
| Haukur Arnórsson    | Slalom       | DNF         | DNF     | DNF         | DNF     | DNF         | DNF    |
| Kristinn Björnsson  | Riesenslalom | 1:33,88 min | 38      | 1:27,28 min | 28      | 3:01,16 min | 30     |
| Kristinn Björnsson  | Slalom       | DNF         | DNF     | DNF         | DNF     | DNF         | DNF    |

### Skilanglauf
| Athleten              | Wettbewerbe      | Zeit        | Rang |
| --------------------- | ---------------- | ----------- | ---- |
| Männer                |                  |             |      |
| Rögnvaldur Ingþórsson | 10 km klassisch  | 28:51,2 min | 78   |
| Rögnvaldur Ingþórsson | 15 km Verfolgung | 46:56,2 min | 69   |
| Rögnvaldur Ingþórsson | 30 km Freistil   | 1:27:45,8 h | 67   |
| Rögnvaldur Ingþórsson | 50 km klassisch  | 2:32:52,9 h | 60   |
| Daníel Jakobsson      | 10 km klassisch  | 27:09,7 min | 50   |
| Daníel Jakobsson      | 15 km Verfolgung | 42:57,0 min | 49   |
| Daníel Jakobsson      | 30 km Freistil   | 1:20:43,5 h | 38   |
| Daníel Jakobsson      | 50 km klassisch  | 2:24:57,0 h | 55   |